# ウルスラ・ホリガー
- ウルズラ・ホリガー

ウルスラ・ホリガー（Ursula Holliger, 1937年6月8日 - 2014年1月21日）は、スイス出身のハープ奏者。

## 人物・来歴
バーゼルにウルスラ・ヘンギー（Ursula Hänggi）として生まれた。地元の音楽院でハープを専攻し、ブリュッセル音楽院でミレイユ・フロールにハープを学んだ。1962年にハインツ・ホリガーと結婚。フライブルク音楽大学やバーゼル音楽院などで後進の指導にも当たった。
バーゼルにて死去。76歳没。

### 家族・親族
- 夫：ハインツ・ホリガー